# Bilklasse
En bilklasse er en klassificering af biler. Offentlige og private organisationer benytter forskellige bilklasser.

## Efter størrelse
En hyppigt anvendt klassificeringsmetode er efter størrelse. Her findes en fælles europæisk klassificering, der opdeler bilklasserne i forskellige segmenter fra A-F. Bilsegment A består af de mindste biler, der kaldes for mikrobiler. Bilsegment B består af de næstmindste biler, der kaldes for minibiler. Bilsegment C består af den mellemste bilstørrelse, der kaldes for små mellemklassebiler. Bilsegment D udgør den næststørste bilstørrelse, der kaldes for store mellemklassebiler. Bilsegment E udgør de største biler der kaldes for øvre mellemklassebiler. Endeligt er der bilsegment F, der falder udenfor de almindelige kategorier, da det her er bilernes ydelse der er afgørende og altså ikke størrelsen. Disse biler kaldes for luksusbiler.

## Efter karrosseri
En anden hyppigt anvendt klassificeringsmetode er efter karrosseri.

## Andre klassificeringer
Andre klassificeringer kan være efter livsstil eller motorteknologi.